# Kraljeva Velika
Kraljeva Velika falu Horvátországban, Sziszek-Monoszló megyében. Közigazgatásilag Lipovljanihoz tartozik.

## Fekvése
Sziszek városától légvonalban 38, közúton 64 km-re délkeletre, községközpontjától 4 km-re nyugatra fekszik.

## Története
Kraljeva Velika területe már a középkorban is lakott volt. Itt található a térség legjelentősebb középkori várának maradványa, melyet 1237-ben említenek először. A vár uradalmi központ volt, mely a Száva folyása mentén Stara Subockától a Pakra alsó folyásáig és a Lonjáig húzódott. Plébániáját és Szent Mihály tiszteletére szentelt templomát 1334-ben említik, ebben az okiratban a település „Velica Regalis” néven szerepel. A kutatások szerint Kraljeva Velikát a 14. század közepén építették át egy kisebb várból nagyméretű síkvidéki erődítménnyé, melyet földsáncokkal, vizesárokkal és tölgyfából épített paliszádokkal erősítettek meg.
A vár a 13. században Velikovics Péteré, majd a vránai johannita perjelségé volt, akik Zsigmond magyar király politikai ellenfelei voltak. Tőlük elvette a király, ezután királyi birtok, majd 1437-ben hívének Morovics Ivánnak adta. Mátyás király 1480-ban a boszniai hadjáratban tett szolgálaiért Egervári Lászlónak adta, majd a 15. század végétől a Kanizsiaké. Ezután Beriszlói Ferenc horvát báné, akinek özvegye hozományként Bánffy János verőcei ispánnak adta át. Ezután Frangepán Kristófé, majd 1537-től Nádasdy Tamásé, végül a Szencseieké volt. A várnak különösen a 15. században volt nagy jelentősége. 1527-ben Szapolyai János király rendeletére innen hívta össze Frangepán Kristóf a körösi horvát nemzetgyűlést. Stratégiai jelentősége 1537, Pozsega török kézre kerülése után nőtt meg. 1544-ig itt húzódott az Oszmán Birodalom határa. Ebben az időszakban a térségből mintegy tízezer ember menekült az ország biztonságosabb vidékeire.
Miután Szencsei Kristóf behódolt a szultánnak, 1544-ben harc nélkül került török kézre és a Pakráci szandzsák részeként kétszáz évig török kézen is maradt. A török uralom idején pravoszláv vallású vlachok telepedtek meg területén. A keresztény erők többször is megpróbálták visszafoglalni, így 1546-ban és 1552-ben Erdődy Péter, 1554-ben pedig Zrínyi Miklós intézett támadást a terület visszafoglalására. Végül 1685-ben  Erdődy Miklósnak sikerült visszafoglalnia. A török népesség Boszniába menekült, helyükre a 17. század végén Sziszek, Ivanicsvár és Körös vidékéről horvát családok érkeztek. Az akkor határvárnak számító erősségben mintegy százfős őrség állomásozott. A katolikus plébániát 1693-ban alapították újra, de 1763-ban központját Lipovljaniba helyezték át. Az uradalmat Leon Ullerfeld császári titkos tanácsos kapta meg. A háborús időszaknak csak 1739-ben a nándorfehérvári béke után lett vége.
1773-ban az első katonai felmérés térképén a település „Dorf Kralyeva Velika” néven szerepel. 1857-ben 770, 1910-ben 785 lakosa volt. Pozsega vármegye Novszkai járásához tartozott. 1918-ban az új szerb-horvát-szlovén állam, majd később Jugoszlávia része lett. A II. világháború idején a Független Horvát Állam része volt. A háború után enyhült a szegénység és sok ember talált munkát a közeli városokban. 1991. június 25-én a független Horvátország része lett. A délszláv háborúban mindvégig horvát kézen maradt, azonban többször érték tüzérségi és légitámadások, melyek során mind emberéletben, mind anyagi károkban keletkeztek veszteségek. Lipovljani községet 1993-ban alapították, területe korábban Novszka községhez tartozott. A településnek 2011-ben 471 lakosa volt.

## Népesség
| Lakosság változása | Lakosság változása | Lakosság változása | Lakosság változása | Lakosság változása | Lakosság változása | Lakosság változása | Lakosság változása | Lakosság változása | Lakosság változása | Lakosság változása | Lakosság változása | Lakosság változása | Lakosság változása | Lakosság változása | Lakosság változása |
| ------------------ | ------------------ | ------------------ | ------------------ | ------------------ | ------------------ | ------------------ | ------------------ | ------------------ | ------------------ | ------------------ | ------------------ | ------------------ | ------------------ | ------------------ | ------------------ |
| 1857               | 1869               | 1880               | 1890               | 1900               | 1910               | 1921               | 1931               | 1948               | 1953               | 1961               | 1971               | 1981               | 1991               | 2001               | 2011               |
| 770                | 728                | 626                | 680                | 698                | 785                | 660                | 737                | 677                | 788                | 745                | 649                | 605                | 575                | 527                | 471                |

## Nevezetességei
- Páduai Szent Antal tiszteletére szentelt római katolikus kápolnája a lipovljani plébánia filiája.
- Kraljeva Velika egykor nevezetes középkori várának mára alig maradt nyoma és azt is benőtte a buja növényzet.
- A Gradina, Gradinica és Kučište nevű régészeti lelőhelyek középkori védelmi építmények maradványait rejtik, míg a Čardin nevű lelőhelyen újkori török építmény nyomai találhatók.

## Egyesületek
- Önkéntes tűzoltó egyesület
- Veličanke Kraljeva Velika nőegylet
- UMKV Kraljeva Velika – ifjúsági egyesület